# Scheibe SF 27
Die Scheibe SF 27 „Zugvogel V“ ist ein in den 1960er-Jahren von der Firma Scheibe-Flugzeugbau in Dachau hergestelltes Segelflugzeug in Gemischtbauweise.

## Geschichte
Die SF 27 ist eine Weiterentwicklung der Zugvogel-Reihe, die Rudolf Kaiser bei Scheibe-Flugzeugbau konstruierte.
Der Erstflug der nach den Regeln der damaligen Standardklasse ausgelegten SF 27 fand 1964 statt. Als Konkurrent zur Ka 6e wurden etwa 120 Stück gebaut. Als einziges Muster hatte die SF 27b 17 m Spannweite. Der Rumpf wurde vom Zugvogel IIIb abgeleitet und etwas verkürzt, ähnlich wie dieser ist der Stahlrohrrumpf im vorderen Bereich mit Kunststoff verkleidet, um eine höhere aerodynamische Güte zu erzielen. Die Tragflächen weisen einen Wortmann-Profilstrak auf wie er später auch bei der Glaser-Dirks DG-100 verwendet wurde und das Höhenruder ist als Pendelleitwerk ausgeführt. Die SF 27 verfügt ausschließlich über eine Schwerpunktkupplung, die für Flugzeugschlepp und Windenstart gleichermaßen genutzt wird.
Die SF 27 wurde in der Version SF 27M als erster Motorsegler mit Klapptriebwerk in Serienproduktion gebaut. Sie ist eigenstartfähig.
Flügel der SF 27M kamen in Kombination mit einem RF 4D-Rumpf bei der SFS-31 „Milan“ zum Einsatz, einer Gemeinschaftsproduktion (etwa zehn Exemplare) von Sportavia-Pützer und Scheibe.
In dem Einzelstück SF 27MCi wurden der Rumpf der SF 27M und der GfK-Flügel des Standard-Cirrus kombiniert.

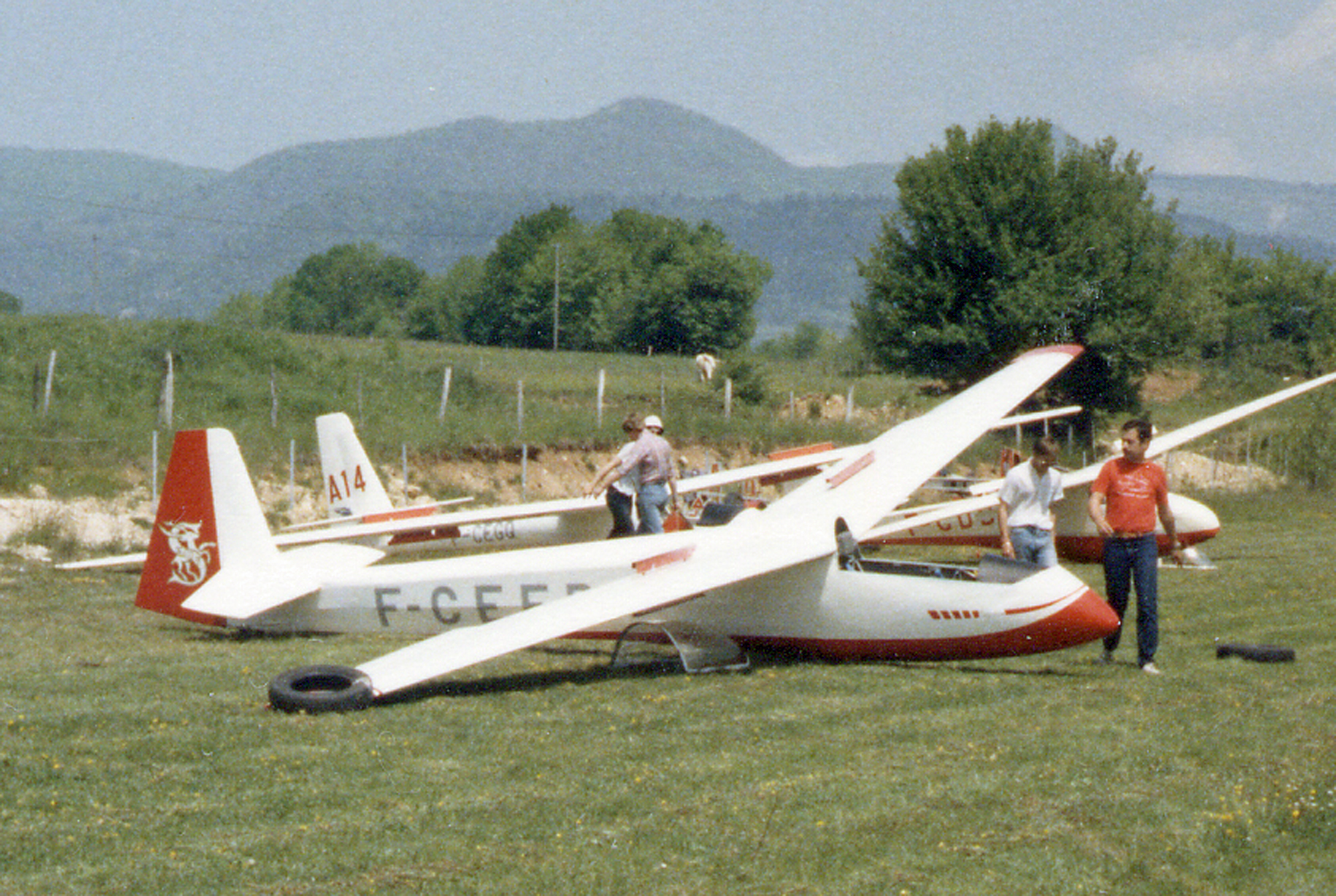
Bei Loravia in Frankreich als LCA-10 in Lizenz gebaute SF 27

Bei Loravia in Frankreich wurden SF 27 als LCA-10 und LCA-11 „Topaze“ in Lizenz gebaut.

## Technische Daten
| Baumuster              | SF 27                        |
| Konstrukteur           | Rudolf Kaiser, Egon Scheibe  |
| Spannweite             | 15,0 m                       |
| Länge                  | 7,05 m                       |
| Flügelfläche           | 12,00 m²                     |
| Flügelstreckung        | 18,7                         |
| Leermasse              | 215 kg                       |
| max. Zuladung          | 115 kg                       |
| max. Startmasse        | 330 kg                       |
| max. Flächenbelastung  | 27,5 kg/m²                   |
| Mindestgeschwindigkeit | 60 km/h                      |
| Höchstgeschwindigkeit  | 200 km/h                     |
| Geringstes Sinken      | 0,65 m/s bei 65 km/h         |
| Gleitzahl              | 34 bei 85 km/h               |
| Flügelprofil           | Wortmann FX 61-184/FX 60-126 |